# 琴溪镇
琴溪镇，是中华人民共和国安徽省宣城市泾县下辖的一个乡镇级行政单位。

## 行政区划
琴溪镇下辖以下地区：
琴溪村、赤滩村、马鞍村、马头村、新元村、旵山村、乐琴村和玲芝村。